# Недьо Жеков
Недьо Жеков (26 октомври 1843 г., Лясковец – 22 октомври 1907 г., Лясковец) е изтъкнат учител и ректор на Духовната семинария в Търново.

## Биография
Недьо Жеков е роден в Лясковец. Завършва богословско образование през 60-те и 70-те години на XIX век. Успява да се оформи като интелектуалец с волята за получаване на системно образование, за духовно самоизграждане, с изненадваща широта на подготовката и интересите, с модерен възглед за съчетаване на богословския с научно-позитивния тип познание. Притежава нестихваща жажда за творчество, за личен дял в просветния живот на нацията.
Изследователите на личността му го определят като човек с висок професионализъм в историческото мислене, чрез връщане към делото на Теодосий Търновски и Свети патриарх Евтимий Търновски. Притежава реформаторски схващания за просветното дело, овладяно изкуство на изява в публичното пространство, широк обхват на заложеното познание в чуждите литератури и изявена преводаческа програма.
До 1874 г. е успял да докаже тези свои качества. Написал е „За първите славянски просветители Кирила и Методия“, „Век търновского патриарха Евтимия“. Изявил се е като активен публицист в Сърбия, амбициозните му действия за преобразаване на училищата в родния му град Лясковец.
През 1872 г. една ранна сутрин пет заптиета арестуват Недьо Жеков в Лясковец и го повеждат към Търново. Конфискувана е част от личната му библиотека, която включва книги, вестници, ръкописи, писма, кореспонденция, документи донесени от Белград. Самият Недьо, с вързани на гърба ръце, е отведен през Търново към Русе, за да отговаря пред Митхад паша. По съвет на търновския първенец и индустриалец Стефан Карагьозов, книжата са запалени на площада пред конака, за да не попаднат в ръцете на Митхат паша и да не компрометират Недьо Жеков. Част от свитъците са разграбени от тълговците, за да ги използват за амбалаж в своите дюкяни. Когато се завръща от Русе, с помощта на приятели Недьо Жеков успява да откупи една малка част от тези документи и най-вече евангелието на Теофилакт.
Запазената част от богатата му библиотека остава в Петропавловски манастир. Сред книгите фигурират „Диалозите на Платон“, „Илиада“ от Омир, съчиненията на Джура Якшич, Лукиян Мушицки, сборник „Голубица“ и „Горски виенац“ от П. Негош, „Книга о народним песнима“ от Людовик Щур на сръбски, „Основия економической економии“ от Джон Ст. Мил, басните на Крилов, „Животът на Исус“ от Ренан на руски и др. Всичко около 40 български възрожденски книги, около 12 гръцки, около 67 руски, около 40 сръбски, по 2 книги на полски, хърватски, немски и френски.
По време на Възраждането много хора са се опитвали да събират интересни книги и да оформят свои библиотеки – П. Р. Славейков, Стефан Стамболов, Васил Друмев, поп Йовчо от Трявна, Дойно Граматик от Елена, Петко Манафов от Габрово.
По време на Руско-турската война дейността на Духовната семинария е прекратена, а Недьо Жеков напуска Лясковец и Петропавловски манастир и се отдава на други занимания – става училищен инспектор, назначен е за управител на Дряновска и Тетевенска околия в дните на войната.
Намира вечен покой на 22 октомври 1907 г. Погребението е извършено в Лясковец. По-късно костите му са преместни в Петропавловски манастир. Скромен надгробен камък напомня за паметта на този достоен и родолюбив българин „Тук почива г-н Недьо Жеков, трудящий ся ради правду – 22 октомври 1907 г.“ В светата обител и днес се съхранява неговата безценна библиотека.